# Kalkense Meersen

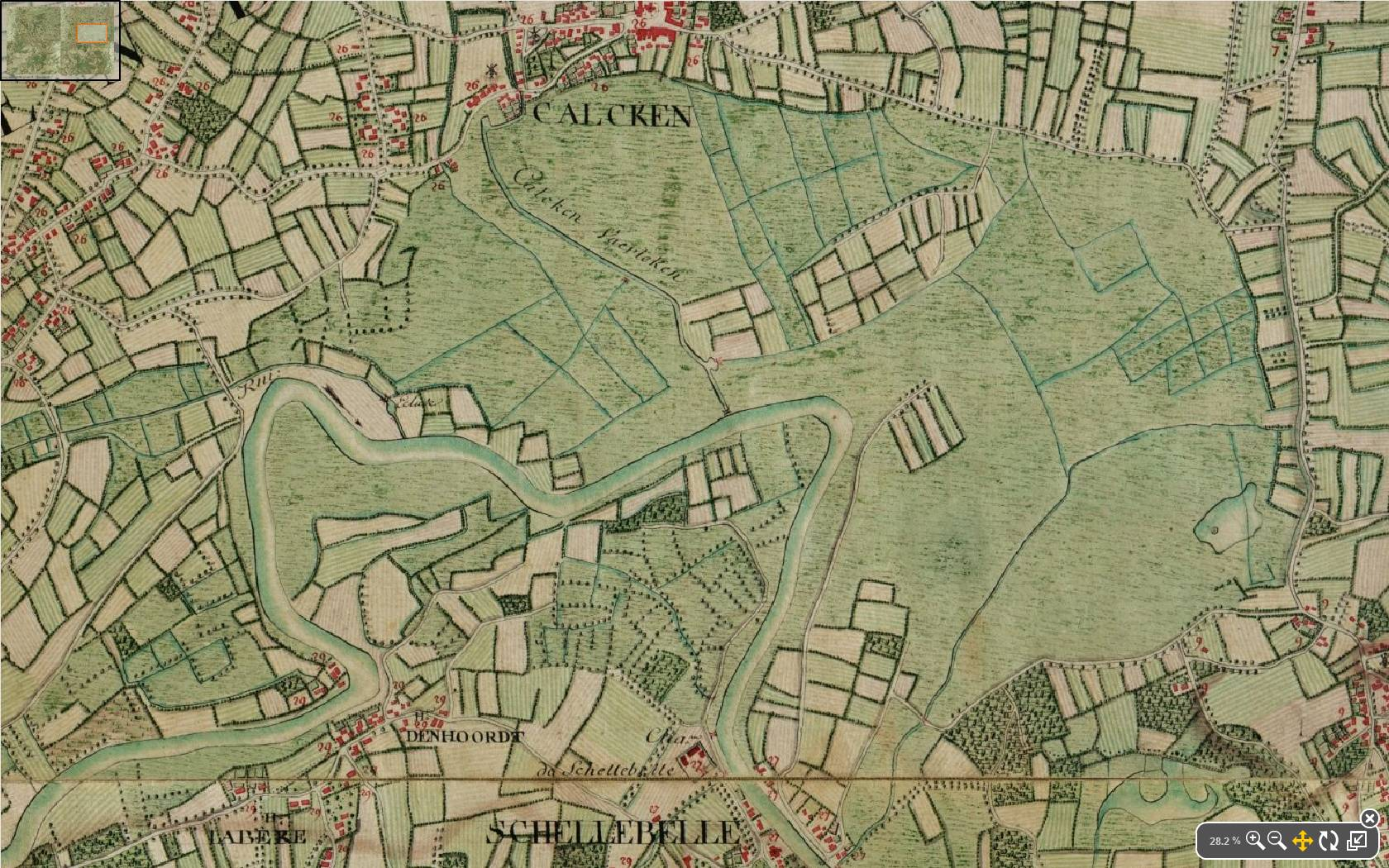
Kalkense meersen rond 1775 op de Ferrariskaart

De Kalkense Meersen is een natuurgebied in Nationaal Park Scheldevallei tussen Kalken, Overmere, Uitbergen, Schellebelle en Wetteren en is ruim 100 ha groot.

## Gebied
Als een van de grootste overblijfselen van de Scheldemeersen vormt het een laaggelegen vochtig gebied in de voormalige overstromingsvlakte van de Schelde. Door het gebied loopt ook een oude Scheldearm, die bij een rechttrekking van de Schelde werd afgesneden. 
De gebieden waren te nat om te voldoen als bouwgrond. Tot in de 19e eeuw werd hier turf ontgonnen. Zo ontstonden poelen die vogels aantrekken.
Het is een aaneensluiting van de Kastermeersen (Wetteren), Broekmeers (Kalken), Springels (Wetteren), wijmeers (gecontroleerd overstromingsgebied Uitbergen), Molenmeers (Kalken), Scherenmeersen (Overmere) en Belham (aan de Bellebeek - Den Aard).
Het bestaat uit nat grasland met grachten en poelen met rietkragen en knotwilgrijen rond een oude Scheldearm. Het gebied is Europees beschermd als onderdeel van Natura 2000-gebied 'Schelde en Durme-estuarium van de Nederlandse grens tot Gent' (BE2300006).

## Fauna en Flora
Fauna
- Zoogdieren - vos
- Vogels - grutto, kievit, kiekendief, blauwborst, slobeend, ooievaar, zomertaling, rietzanger.

Flora
- Wilg, ratelaar, pinksterbloem, echte koekoeksbloem, speenkruid, fluitenkruid, moerasspirea

## Galerij

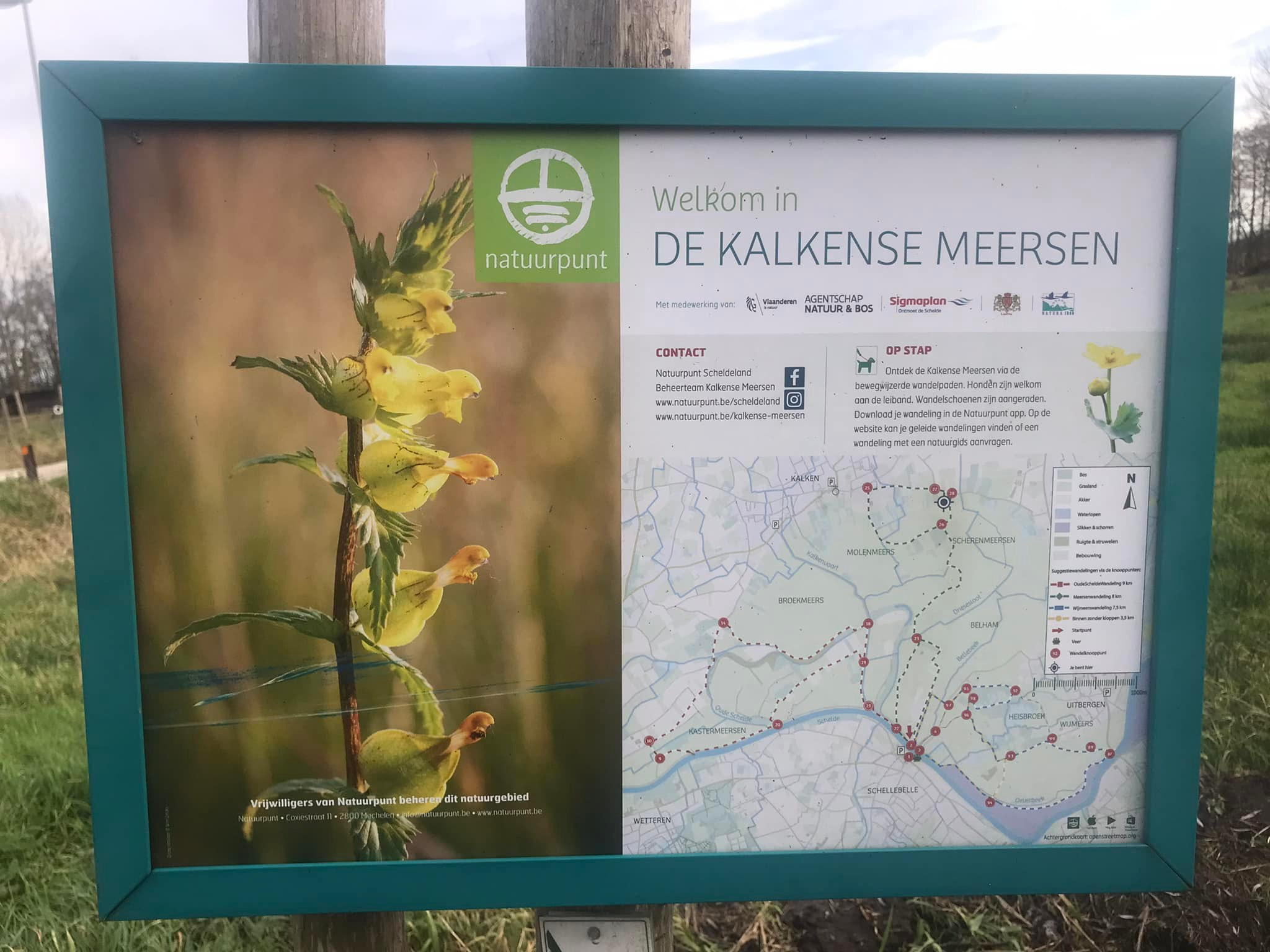
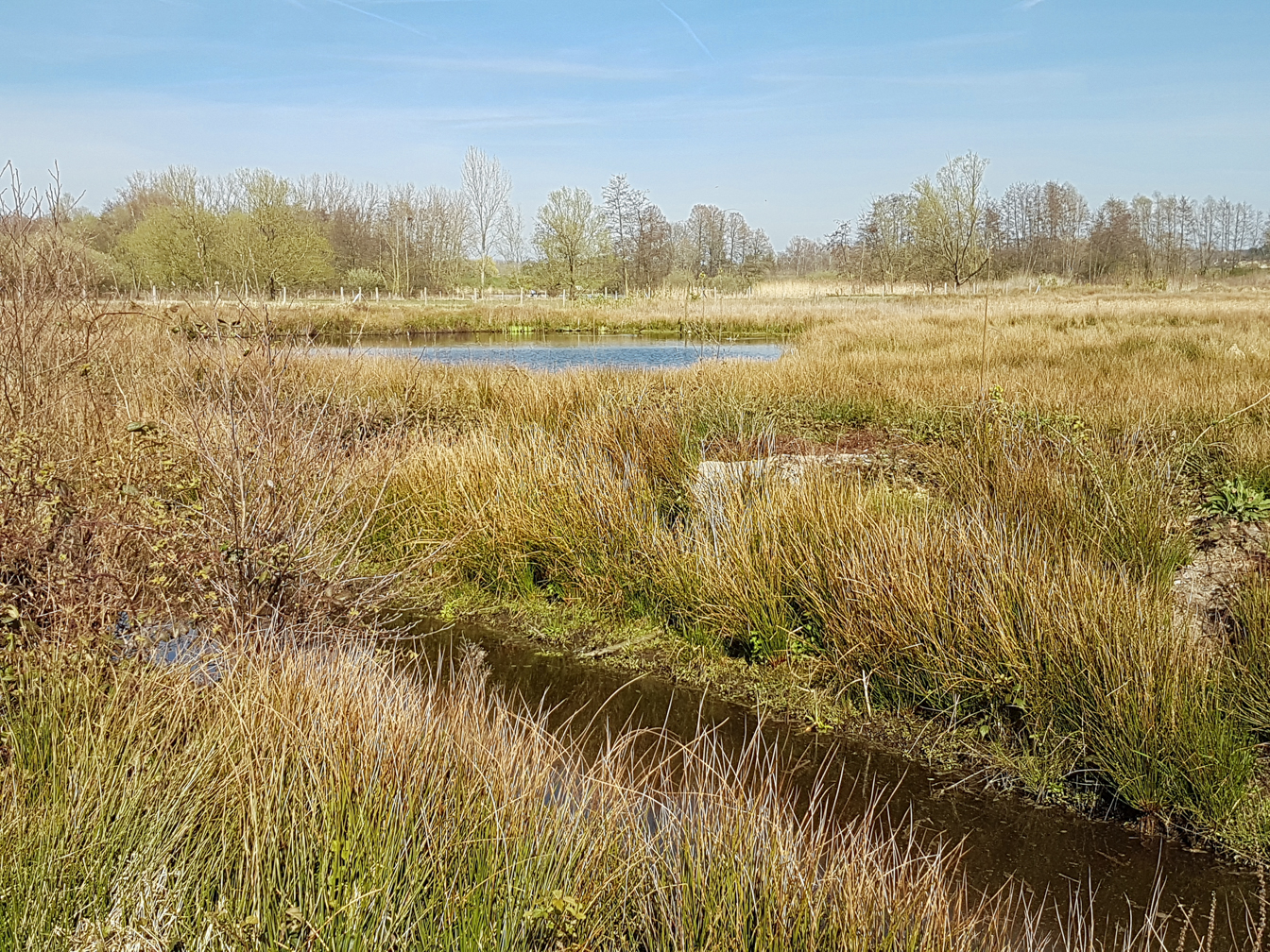
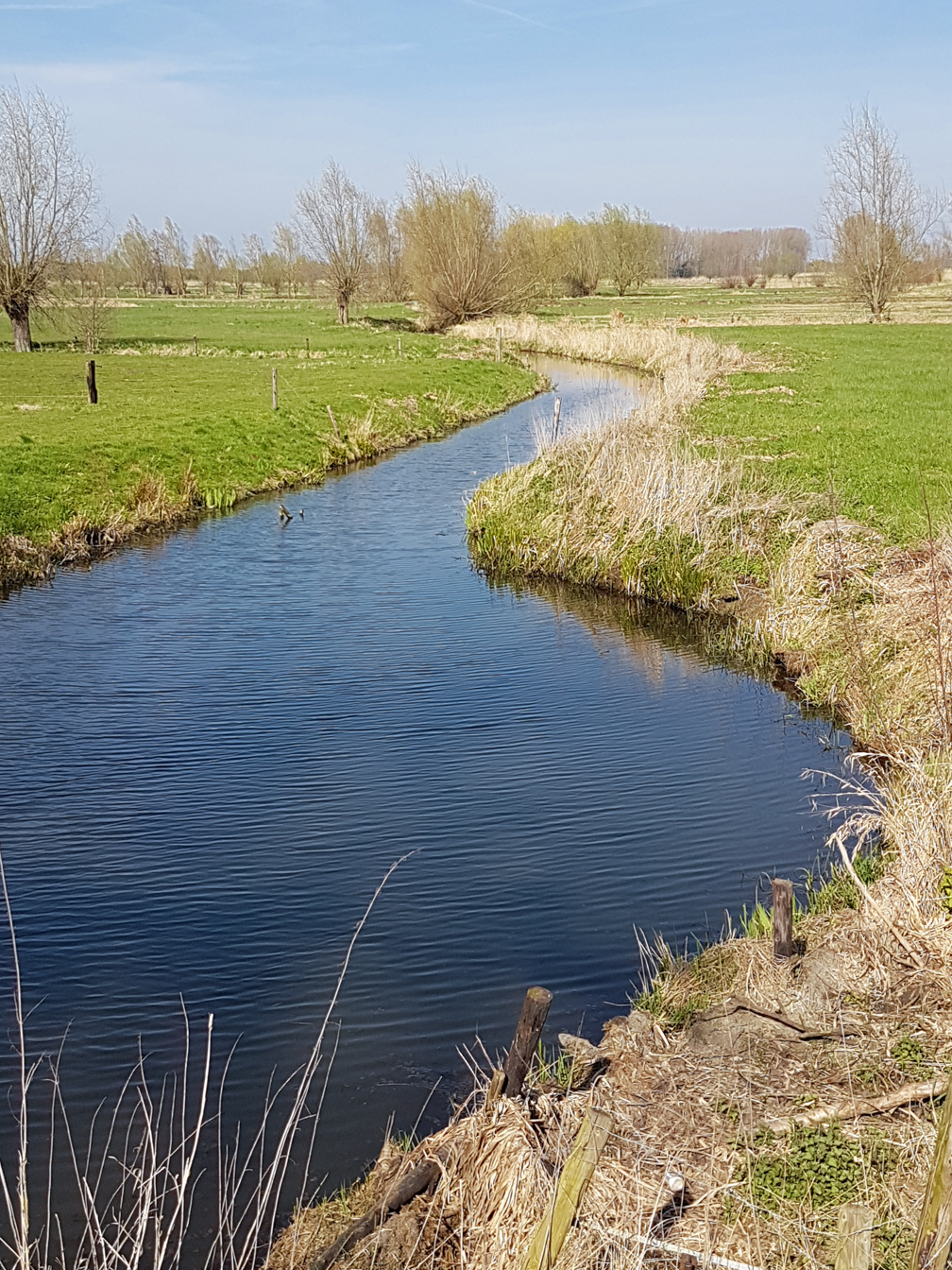
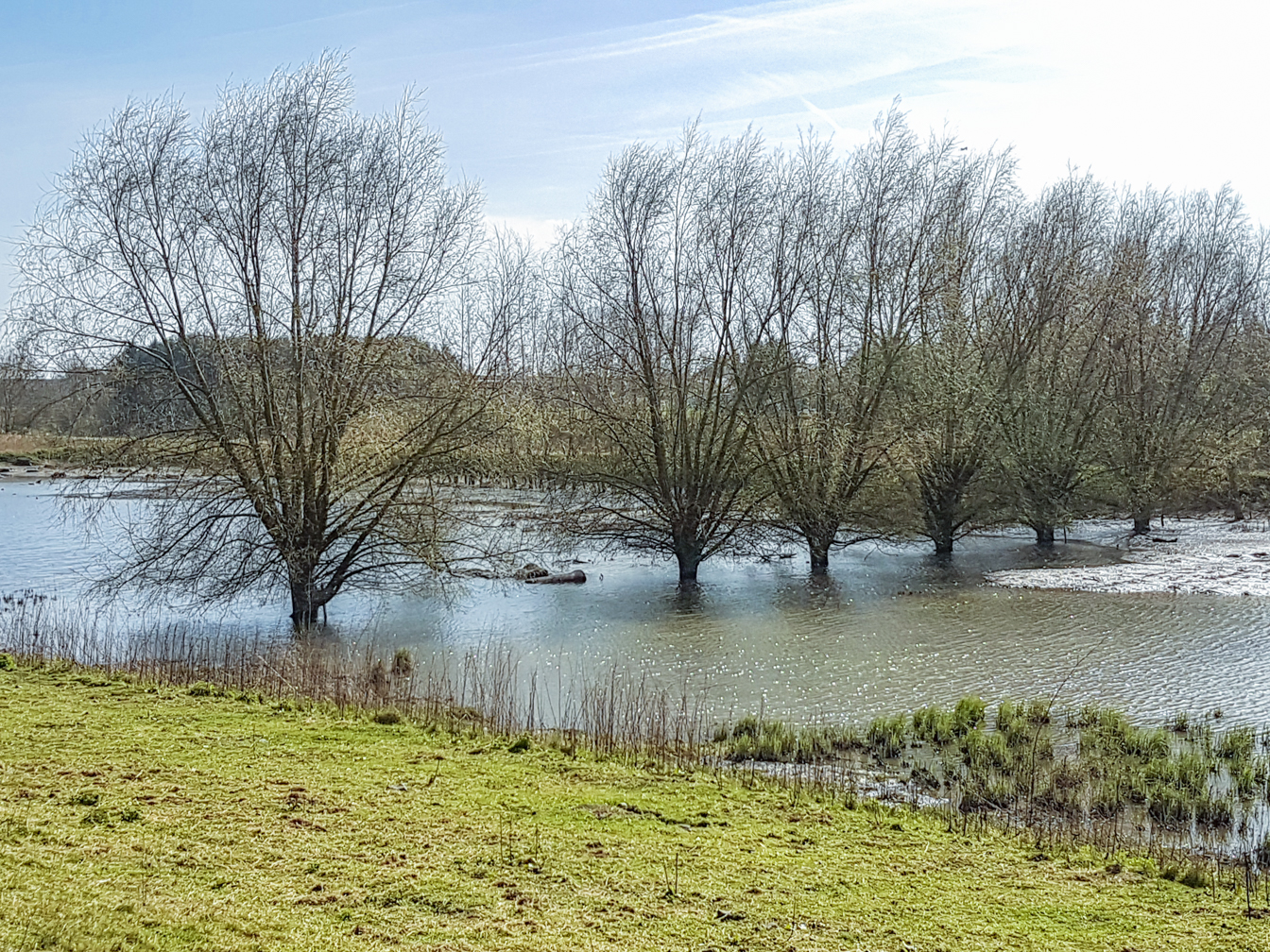